# مقاطعة ألبرز
مقاطعة ألبرز (بالفارسية: شهرستان البرز) هي مقاطعة في محافظة قزوين في إيران. عاصمة المقاطعة هي ألفند. في تعداد عام 2006 كان عدد سكان المقاطعة 182,046 نسمة في 47,046 عائلة. تتكون المقاطعة من ناحيتين: الناحية المركزية وناحية محمدية، يتبع هذه المقاطعة ثلاثة مدن: محمدية وبيدستان وألفند.